# المجل (ذي السفال)

تعديل مصدري - تعديل

المجل محلة تابعة لقرية حدقات، التابعة لعزلة حبير بمديرية ذي السفال إحدى مديريات محافظة إب في الجمهورية اليمنية، بلغ تعداد سكانها 21 حسب تعداد اليمن لعام 2004.